# Modlitebna Církve bratrské (Brno-Veveří)
Modlitebna Církve bratrské v Brně-Veveří je modlitebna sboru Církve bratrské v Brně, nacházející se v ulici Kounicově v Brně-Veveří.

## Historie
Základní kámen modlitebny byl položen v červnu 1925, modlitebna byla otevřena 19. září 1926. Do dnešní podoby byla modlitebna upravena v letech 1968–1969.

## Popis
Na vystouplém průčelí budovy do Kounicovy ulice je umístěn cca 5 metrů vysoký dřevěný kříž. V budově sídlí také brněnská Diakonie Církve bratrské.
Do modlitebny se vstupuje pasáží domu Kounicova 15, v jehož zadním traktu se nachází. Hlavní sál modlitebny má kapacitu 350 míst. V budově se nacházejí také menší sály sloužící k neformálnímu setkávání - konají se zde například svatby, večírky, a různá setkání. Za modlitebnou se nachází zahrada využívaná v letním období.
Pravidelné bohoslužby se konají o nedělích od 10 hodin. Správcem sboru je Karel Hůlka.

## Galerie

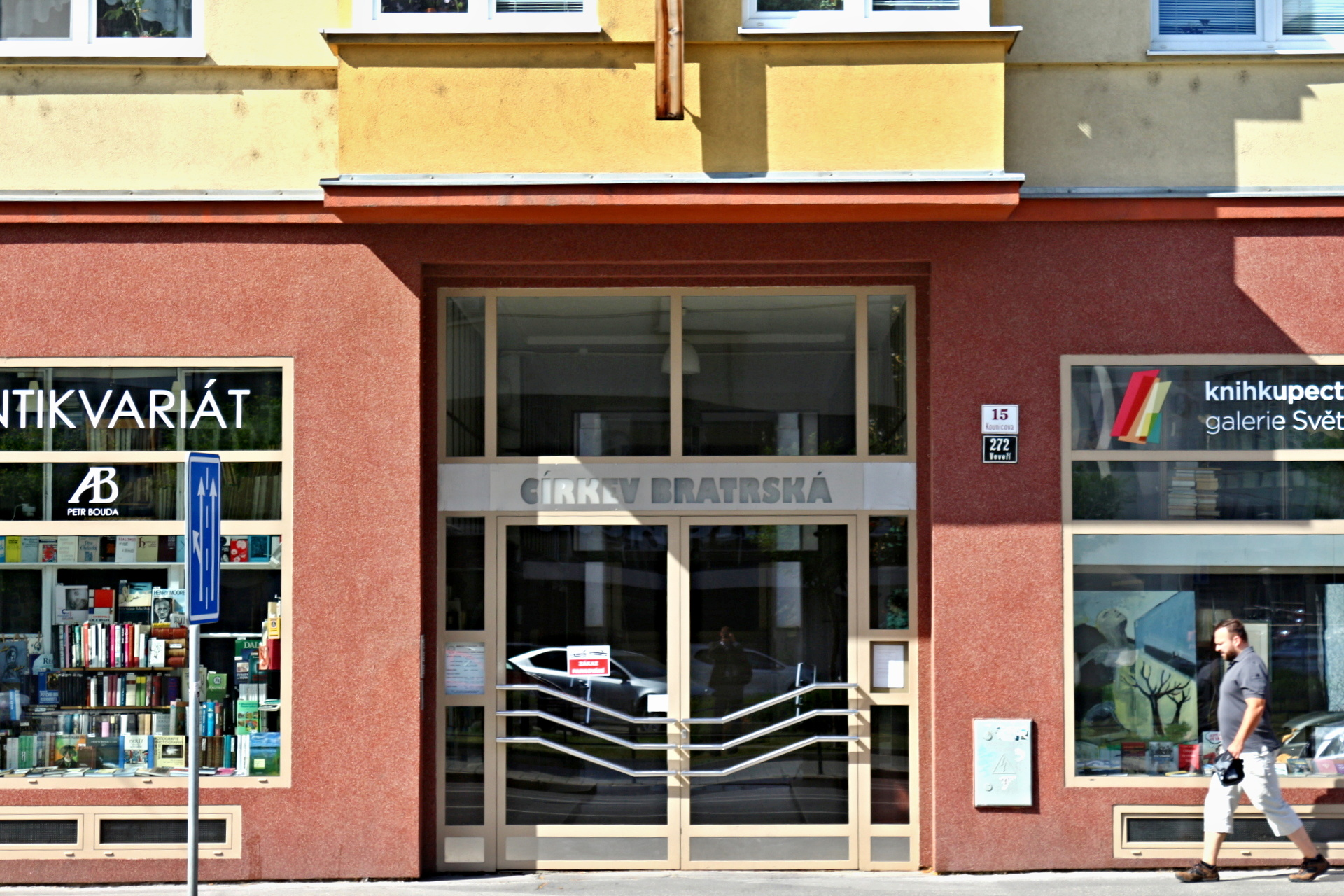
Vstup do objektu modlitebny
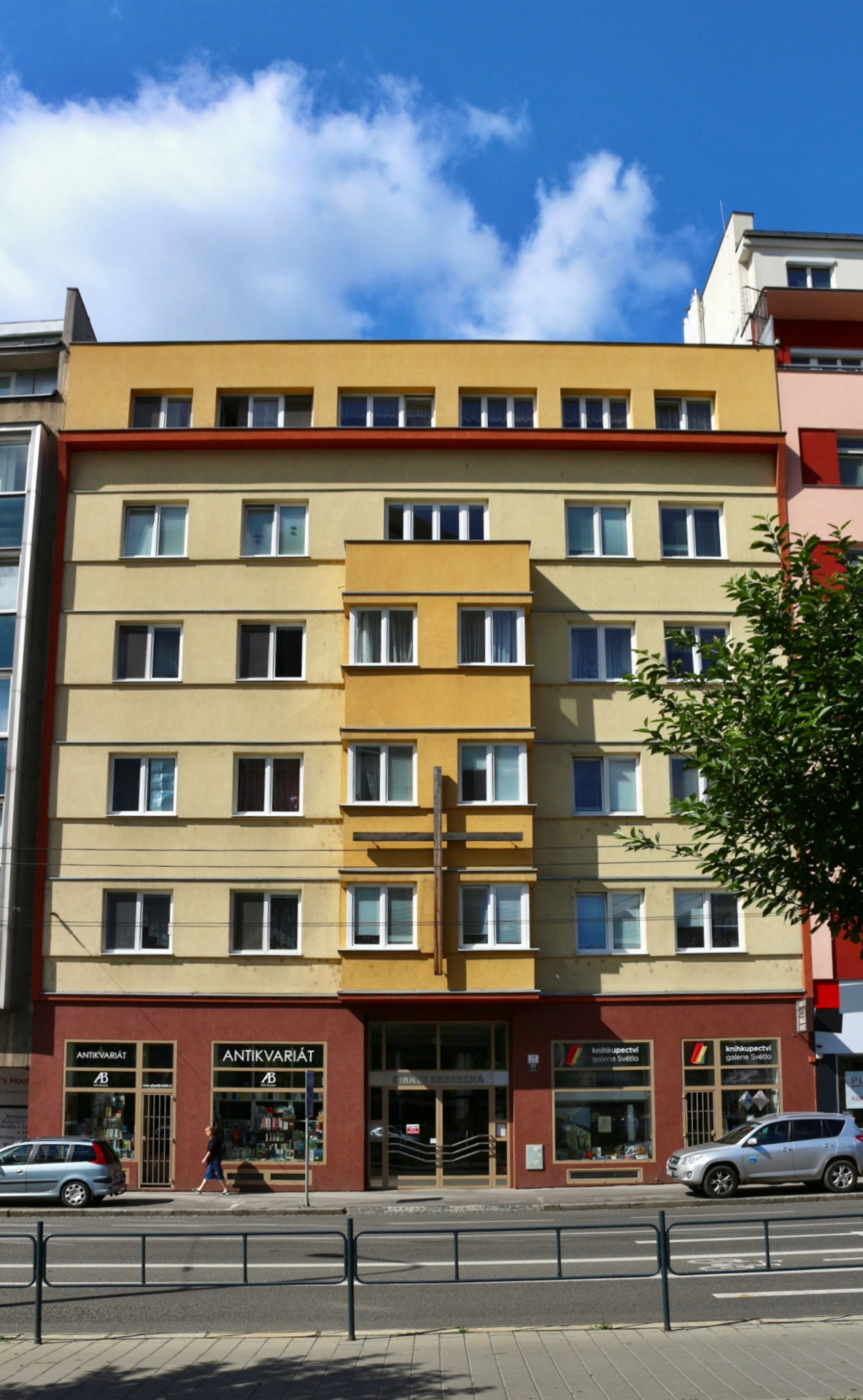
Průčelí budovy s dřevěným křížem